# Ecphylus oculatus
Ecphylus oculatus är en stekelart som beskrevs av Muesebeck 1960. Ecphylus oculatus ingår i släktet Ecphylus och familjen bracksteklar. Inga underarter finns listade i Catalogue of Life.